# Wrong Turn 4: Bloody Beginnings
Ngã rẽ tử thần 4 hay là Ngã rẽ tử thần 4: Cuộc đẫm máu bắt đầu (tựa tiếng Anh: Wrong Turn 4: Bloody Beginnings) là bộ phim kinh dị được làm vào năm 2011, phim này đứng thứ 4 trong loạt phim Wrong Turn. Đạo diễn vẫn là Declan O'Brien, người đã đạo diễn cho phần 3 Wrong Turn 3: Left For Dead trước đó.
Đoàn làm phim sẽ không cần phải qua Canada để quay cảnh khu rừng Virginia nữa mà sẽ qua nước Đức, quay tại một khu rừng tuyết bởi vì đạo diễn cảm thấy cần đổi không gian. Phim này nói về sự khởi đầu của bọn sát nhân đột biến nên trong phim sẽ có đầy đủ bộ ba Three Finger, One Eye và Saw Tooth. Mác phim là These Hillbillies Are Going Crazy, tạm dịch là Những gã đột biến này đã bị điên.

## Nội dung phim
Năm 1974 tại bệnh viện tâm thần Glenville ở West Virginia, ba anh em có biệt danh Saw Tooth, One Eye và Three Finger thoát ra khỏi buồng giam và giải thoát cho những bệnh nhân khác. Tất cả bọn chúng thảm sát những bác sĩ và nhân viên một cách tàn bạo.
Hai mươi chín năm sau, năm 2003, một nhóm sinh viên đại học gồm có Kenia, Jenna, Sara, Vincent, Bridget, Kyle, Claire, Daniel và Lauren tận hưởng kỳ nghỉ đông, chạy xe trượt tuyết đến nhà của Porter trên dãy núi. Tuy nhiên, họ bị lạc trong bão tuyết và phải ẩn náu qua đêm trong bệnh viện tâm thần Glenville, nơi ba anh em sát nhân ăn thịt người đang sống. Khi cả nhóm đi ngủ, Vincent đi khám phá bệnh viện thì thấy xác chết của Porter, rồi anh bị Saw Tooth giết. Ngày hôm sau, cơn bão vẫn còn nên cả nhóm chưa thể rời đi. Jenna phát hiện ba anh em sát nhân đang chặt xác Porter trong nhà bếp và chạy đi cảnh báo mọi người. Đầu của Porter được ném ra trước mặt cả nhóm, sau đó Claire bị bọn sát nhân treo cổ bằng dây kẽm gai. Cả nhóm muốn bỏ chạy nhưng bugi trong xe trượt tuyết của họ đã bị tháo ra. Lauren quyết định xuống núi để tìm người giúp đỡ trong khi những người khác trốn trong văn phòng bác sĩ.
Kyle, Daniel và Sara xuống tầng hầm để lấy vũ khí, nhưng Daniel đã bị bắt và bị mổ xẻ thân thể đến chết. Cả nhóm đuổi theo bọn sát nhân và nhốt chúng vào buồng giam, Kyle ở lại canh chừng chúng trong khi những người khác đi tìm bugi. Kyle ngủ quên nên bọn sát nhân đã thoát ra, chúng khiến những cô gái hiểu lầm Kyle là một trong số chúng để rồi chính tay những cô gái đâm chết Kyle. Bọn sát nhân truy đuổi những cô gái khắp tòa nhà, buộc họ phải thoát ra ngoài bằng cửa sổ, nhưng Jenna bị giết trước khi có thể bỏ chạy. Bọn sát nhân sử dụng xe trượt tuyết của nhóm bạn để đuổi theo những cô gái trong rừng, Bridget là người tiếp theo bị giết.
Sáng hôm sau, Lauren bị chết cóng trong cơn bão khi cô sắp đến được xa lộ. Kenia vẫn còn bị One Eye đuổi theo, Sara xuất hiện và đánh hắn văng khỏi xe trượt, hai cô gái lấy lại xe trượt và tẩu thoát. Tuy nhiên, một hàng dây kẽm gai được đặt giữa đường đã cắt đứt đầu của họ. Three Finger nhặt đầu của họ rồi đặt chúng lên xe bán tải, sau đó rời đi cùng với hai người anh em của hắn.

## Diễn viên
- Sean Skene – Three Finger
- Blane Cypurda – Three Finger lúc nhỏ (9 tuổi)
- Daniel Skene – One Eye
- Tristan Carlucci – One Eye lúc nhỏ (8 tuổi)
- Scott Johnson – Saw Tooth
- Bryan Verot – Saw Tooth lúc nhỏ (10 tuổi)
- Jennifer Pudavick - Kenia Perrin
- Tenika Davis - Sara
- Kaitlyn Wong – Bridget
- Terra Vnesa – Jenna
- Victor Zinck, Jr. – Kyle
- Dean Armstrong – Daniel
- Ali Tataryn – Lauren
- Samantha Kendrick – Claire
- Sean Skene – Vincent
- Dave Harms – Porter
- Arne MacPherson – Bác sĩ Brendan Ryan
- Kristen Harris – Bác sĩ Ann Marie McQuaid
- Scott Johnson – Nhân viên bảo vệ

## Các bộ phim cùng loạt
1. Wrong Turn (2003)
2. Wrong Turn 2: Dead End (2007)
3. Wrong Turn 3: Left For Dead (2009)
4. Wrong Turn 4: Bloody Beginnings (2011)
5. Wrong Turn 5: Bloodlines (2012)